# Агасиев, Кази Магомед

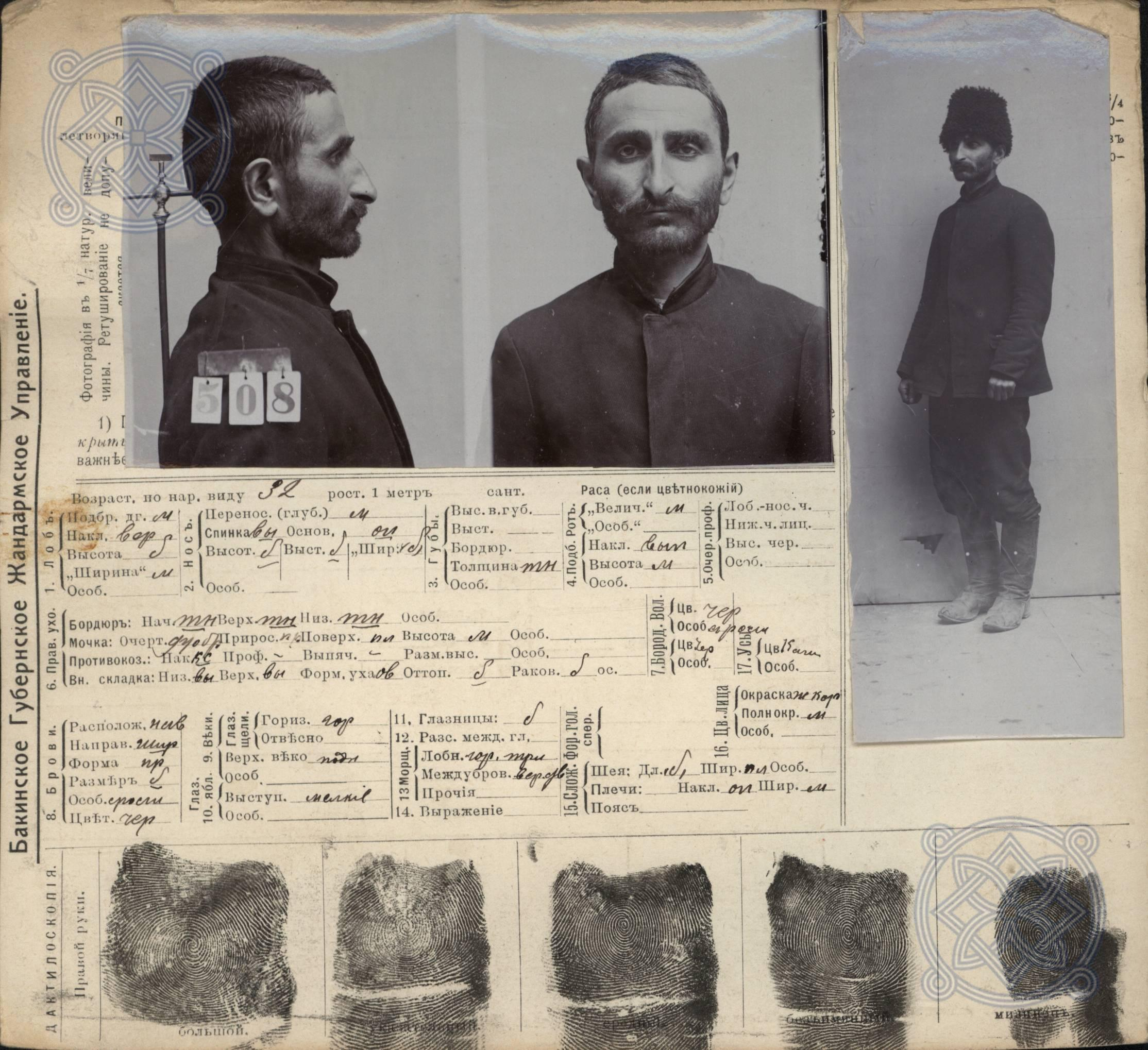
Карточка на Кази-Магомет Агаси оглы, составленная года Бакинским губернским жандармским управлением

Кази Магомед (Кязи-Мамед) Агаси́ев (лезг. Агъасийрин Къазимегьамед; 1882, Ахты, Дагестанская область, Российская империя — 19 сентября 1918, Касумкент, Дагестанская область, Российская империя) — революционер, участник борьбы за советскую власть в Азербайджане и Дагестане.

## Биография
Кази Магомед родился в 1882 году семье ремесленника в селе Ахты в Дагестане, лезгин по национальности. Был рабочим. В 1904 году вступил в РСДРП. В конце 1905 года был избран членом Бакинского совета. Активно участвовал в работе Союза нефтепромышленных рабочих. Неоднократно подвергался арестам и высылке из Баку.
После Октябрьской революции стал председателем Дербентского совета. Во время оккупации Дагестана казачьими отрядами Бичерахова стал организатором партизанской борьбы против захватчиков. Во время одной из боевых операций был схвачен и расстрелян в 3 км от села Касумкент у Ханского моста. Согласно историку Гаджи Аликберову, Агасиев по доносам был схвачен «пантюркистами» в августе 1918 года, передан отряду главы Кюринского округа М. Такаетдина, и расстрелян.

## Память
Кази-Магомед — название города Аджикабул с 1938 по 2000 г.
Имя Агасиева носят проспект в городе Дербент, улицы в городах: Махачкала, Каспийск, Буйнакск; улица и переулок в посёлке Белиджи, в селах: Ахты, Геджух и др.